# Niżnij Lubaż
Niżnij Lubaż (ros. Нижний Любаж) – wieś (ros. деревня, trb. dieriewnia) w zachodniej Rosji, w sielsowiecie wierchnielubażskim rejonu fatieżskiego w obwodzie kurskim.

## Geografia
Miejscowość położona jest nad Lubażem (prawy dopływ Żeleni w dorzeczu Swapy), 3 km od centrum administracyjnego sielsowietu (Wierchnij Lubaż), 12,5 km na północny zachód od centrum administracyjnego rejonu (Fatież), 58 km na północny zachód od Kurska, 3 km od drogi magistralnej (federalnego znaczenia) M2 «Krym» (część trasy europejskiej E105).
We wsi znajduje się 87 posesji.
Klimat
Miejscowość, jak i cały rejon, znajduje się w strefie klimatu kontynentalnego z łagodnym ciepłym latem i równomiernie rozłożonymi opadami rocznymi (Dfb w klasyfikacji klimatów Köppena).

## Demografia
W 2010 r. wieś zamieszkiwało 112 osób.